# あめぞう仮
あめぞう仮（あめぞうかり）はかつて存在した、電子掲示板群からなるインターネット匿名掲示板サイトである。通称「あめ仮」。
2020年現在、後継サイトとして新新あめぞうが存在する。

## 概要
この掲示板はあめぞう氏が開発したスレッドフロート型掲示板の「あめぞう」が1999年12月30日にサーバーを落とし、「あめぞうの避難所」としてサポートにより閉鎖一日後の1999年12月31日に開設された。だが2000年6月頃に突如閉鎖し、その為避難所として「あめざーねっと」が設立された。
その後「あめざーねっと」が2000年8月頃に閉鎖された為、2000年8月11日に「あめぞう仮」は復活したが、閉鎖の経緯により不信感を持たれており、元のように参加者は集わなかった。
2016年にアクセス不能になり17年の歴史に幕を閉じる。
2017年、後継サイトとして「新新あめぞう」が開設される。